# Rubus adenophorus
Rubus adenophorus är en rosväxtart som beskrevs av Robert Allen Rolfe. Rubus adenophorus ingår i släktet rubusar, och familjen rosväxter. Inga underarter finns listade i Catalogue of Life.